# Eutelia pompejana
Eutelia pompejana là một loài bướm đêm trong họ Noctuidae.